# Futbol al Canadà

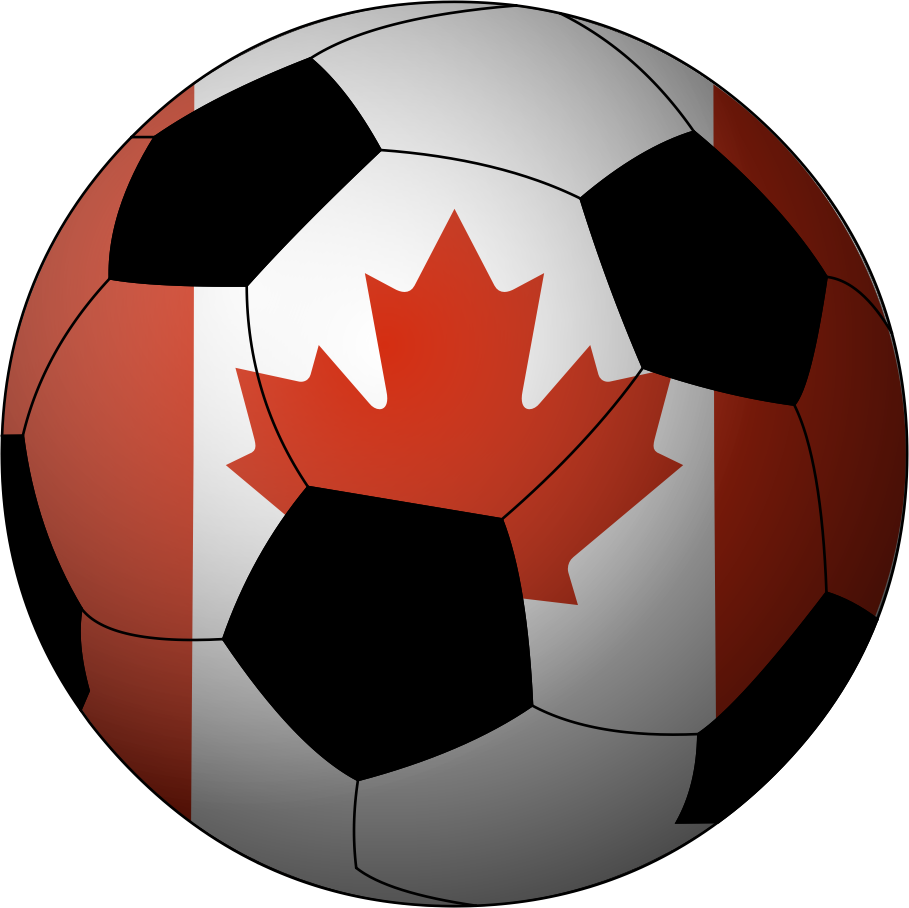

El futbol o soccer és l'esport més practicat al Canadà amb 2.695.712 de practicants el 2006, 865.712 afiliats, i 1.200 clubs. A més és dels esports amb més seguidors, juntament amb l'hoquei sobre gel, el lacrosse i el futbol canadenc.

## Història

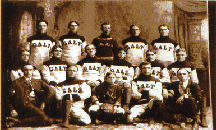
Galt F.C., primer campió de la Ontario Cup el 1901.

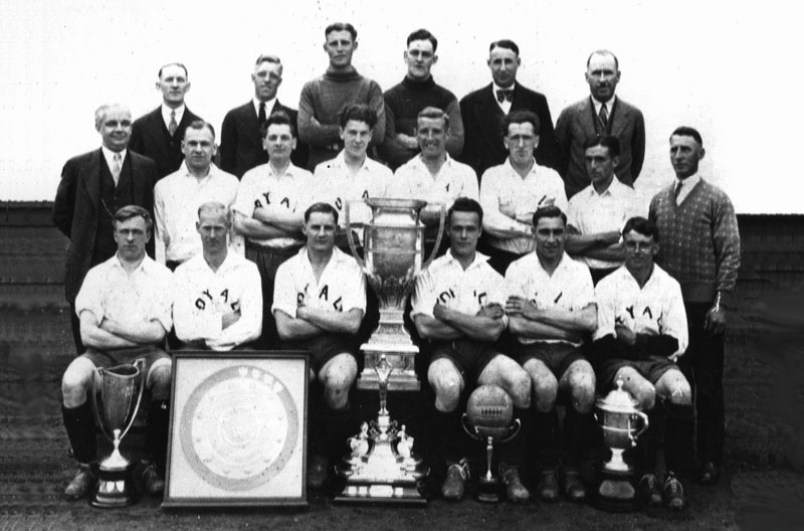
Westminster Royals el 1928, campió de la primera Connaught Cup.

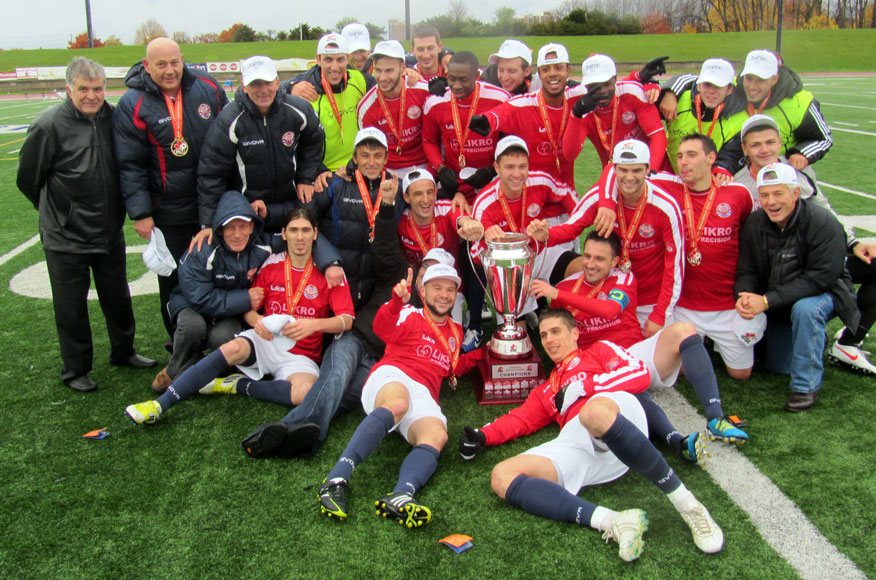
Toronto Croatia el 2012.

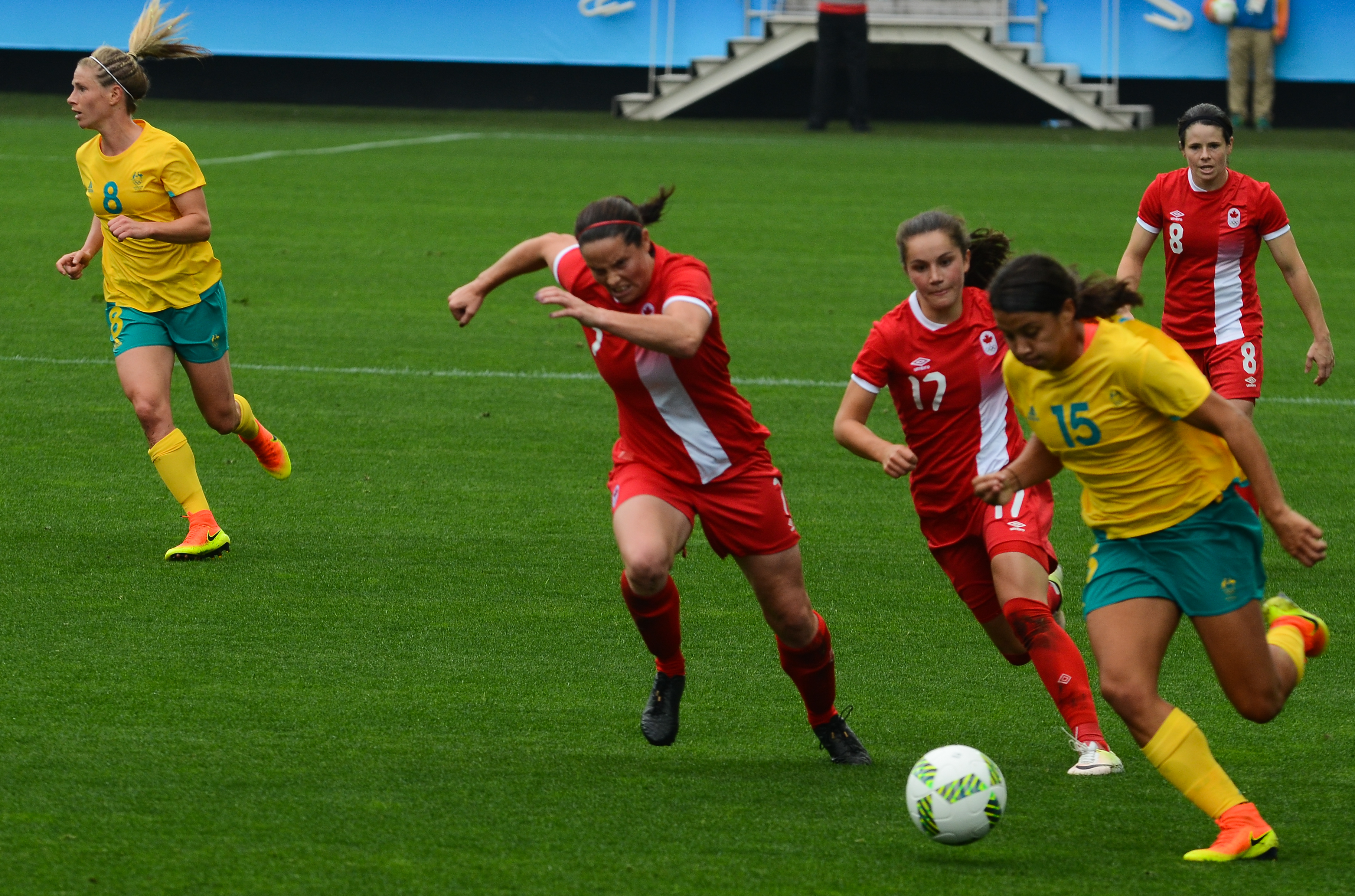
Selecció femenina del Canadà davant Austràlia als Jocs Olímpics de 2016.

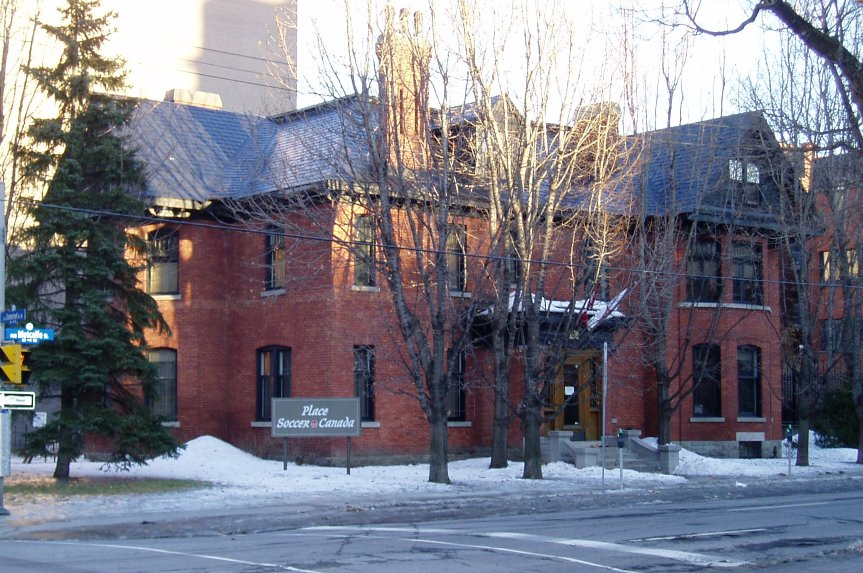
Seu de la Canadian Soccer Association.

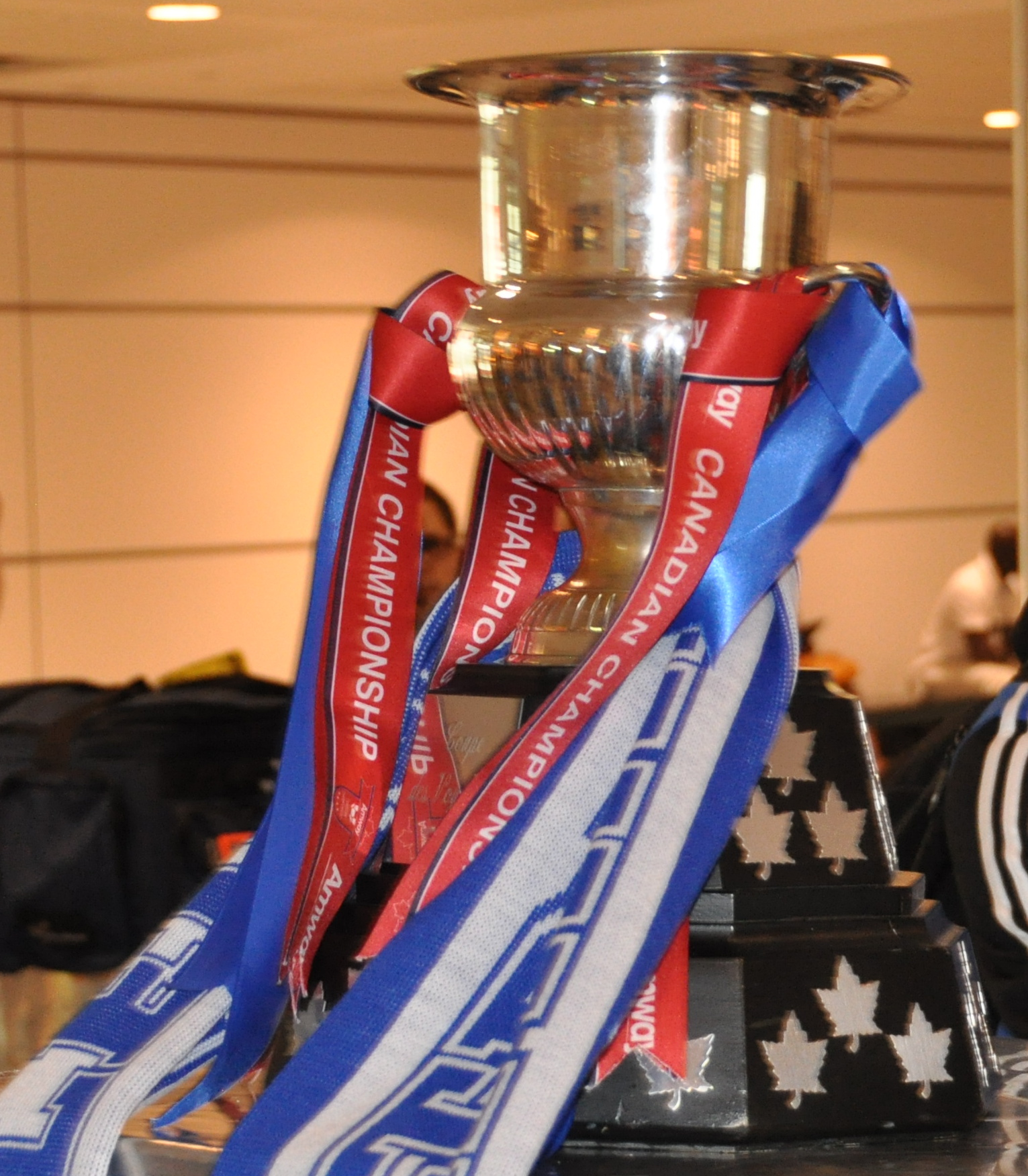
Voyageurs Cup 2013.

Un dels primers partits de futbol jugats al Canadà se celebrà a Toronto el 1859 entre la St. George's Society i un equip d'irlandesos. El primer partit sota les regles modernes de futbol es jugà a Toronto el 1876, creant-se poc després la Dominion Football Association, primera associació futbolística fora de les Illes Britàniques, fundada a Toronto el 1877. El 1880 es fundà la Western Football Association a Ontario.
La British Columbia Football Association es fundà el 1891. La Manitoba Football Association el 1896, la Ontario Football Association el 1901, la Saskatchewan Football Association el 1906, la Alberta Football Association el 1909 i la Province of Quebec Football Association el 1911. La Dominion of Canada Football Association (actual Associació Canadenca de Futbol) va ser creada el 1912.
La Ontario Cup va néixer el 1901, essent guanyada per Galt F.C., club que el 1904 representà Canadà als Jocs Olímpics d'Estiu de 1904 de St. Louis, Missouri, guanyant la medalla d'or.
El 1958, la federació adoptà el nom Canadian Soccer Football Association, i el 1971, el de Canadian Soccer Association.
Durant els anys seixanta es crearen les primeres lligues professionals al país. La Eastern Canada Professional Soccer League nasqué el 1961. Un club, el Toronto City, inclogué prominents estrelles del futbol britànic com Danny Blanchflower, Stanley Matthews, Johnny Haynes, Jackie Mudie i Tommy Younger. Més tard nasqué la Western Canada Soccer League de caràcter semi-professional. No obstant, la majoria de clubs professionals canadencs participaven en les lligues dels Estats Units, com la North American Soccer League.
El major èxit de la selecció fou la classificació per la Copa del Món de futbol de 1986. A continuació aparegueren noves competicions com la Canadian Soccer League. Les principals competicions canadenques al llarg de la història han estat:
| Lliga                                     | Abreviatura | Fundació | Dissolució |
| ----------------------------------------- | ----------- | -------- | ---------- |
| Canadian National Soccer League           | CNSL        | 1922     | 1997       |
| Eastern Canada Professional Soccer League | ECPSL       | 1961     | 1966       |
| Western Canada Soccer League              | WCSL        | 1963     | 1969       |
| Canadian Professional Soccer League I     | CPSL        | 1983     | 1983       |
| Canadian Soccer League I                  | CSL         | 1987     | 1992       |
| Canadian Professional Soccer League II    | CPSL        | 1998     | 2005       |
| Canadian Soccer League II                 | CSL         | 2006     | 2018       |
| Canadian Premier League                   | CPL         | 2019     |            |

## Competicions
El clubs professionals canadencs juguen a la Major League Soccer, la United Soccer League, i la Canadian Premier League.
Competicions exclusivament canadenques:
- Lliga:
  - Canadian Premier League (CPL) (1a categoria)
  - Première Ligue de soccer du Québec (PLSQ) (3a categoria)
  - League1 Ontario (L1O) (3a categoria)
  - Campionats amateurs
  - Canadian Soccer League, pertany a la Soccer Federation of Canada (SFC).[21] No és membre de la Associació Canadenca de Futbol ni de la FIFA des del 2013.[22][23]

- Copa:
  - Canadian Championship (Voyageurs Cup)
  - The Challenge Trophy (campionat amateur)
  - The Jubilee Trophy (campionat amateur femení)
  - Open Canada Cup (desapareguda)

## Principals clubs
Llista dels clubs canadencs professionals a data de 2019:
| Equip                  | Lliga | Divisió | Estadi                | Unit |
| ---------------------- | ----- | ------- | --------------------- | ---- |
| Cavalry FC             | CPL   | 1       | Spruce Meadows        | 2019 |
| FC Edmonton            | CPL   | 1       | Clarke Stadium        | 2019 |
| Forge FC               | CPL   | 1       | Tim Hortons Field     | 2019 |
| HFX Wanderers FC       | CPL   | 1       | Wanderers Grounds     | 2019 |
| Pacific FC             | CPL   | 1       | Westhills Stadium     | 2019 |
| Valour FC              | CPL   | 1       | Investors Group Field | 2019 |
| York 9 FC              | CPL   | 1       | Alumni Field          | 2019 |
| Montreal Impact        | MLS   | 1 (US)  | Saputo Stadium        | 2012 |
| Toronto FC             | MLS   | 1 (US)  | BMO Field             | 2007 |
| Vancouver Whitecaps FC | MLS   | 1 (US)  | BC Place              | 2011 |
| Ottawa Fury FC         | USLC  | 2 (US)  | TD Place Stadium      | 2014 |
| Toronto FC II          | USL1  | 3 (US)  | Lamport Stadium       | 2015 |

## Jugadors destacats
Font:
Des de 1910
- Geordie Campbell

Des de 1920
- Art Halliwell
- Dickie Stobbart

Des de 1930
- Joe Kennaway
- Dave Turner

Des de 1940
- Doug McMahon

Des de 1950
- Jack Cowan
- Errol Crossan

Des de 1960
- Les Wilson

Des de 1970
- Robert Iarusci
- Bob Lenarduzzi

Des de 1980
- John Catliff
- Dale Mitchell
- Randy Samuel
- Mike Sweeney
- Bruce Wilson

Des de 1990
- Alex Bunbury
- Craig Forrest
- Paul Peschisolido
- Frank Yallop

Des de 2000
- Julián de Guzmán
- Dwayne De Rosario
- Jason de Vos
- Tomasz Radzinski
- Paul Stalteri

Des de 2010
- Atiba Hutchinson

## Principals estadis

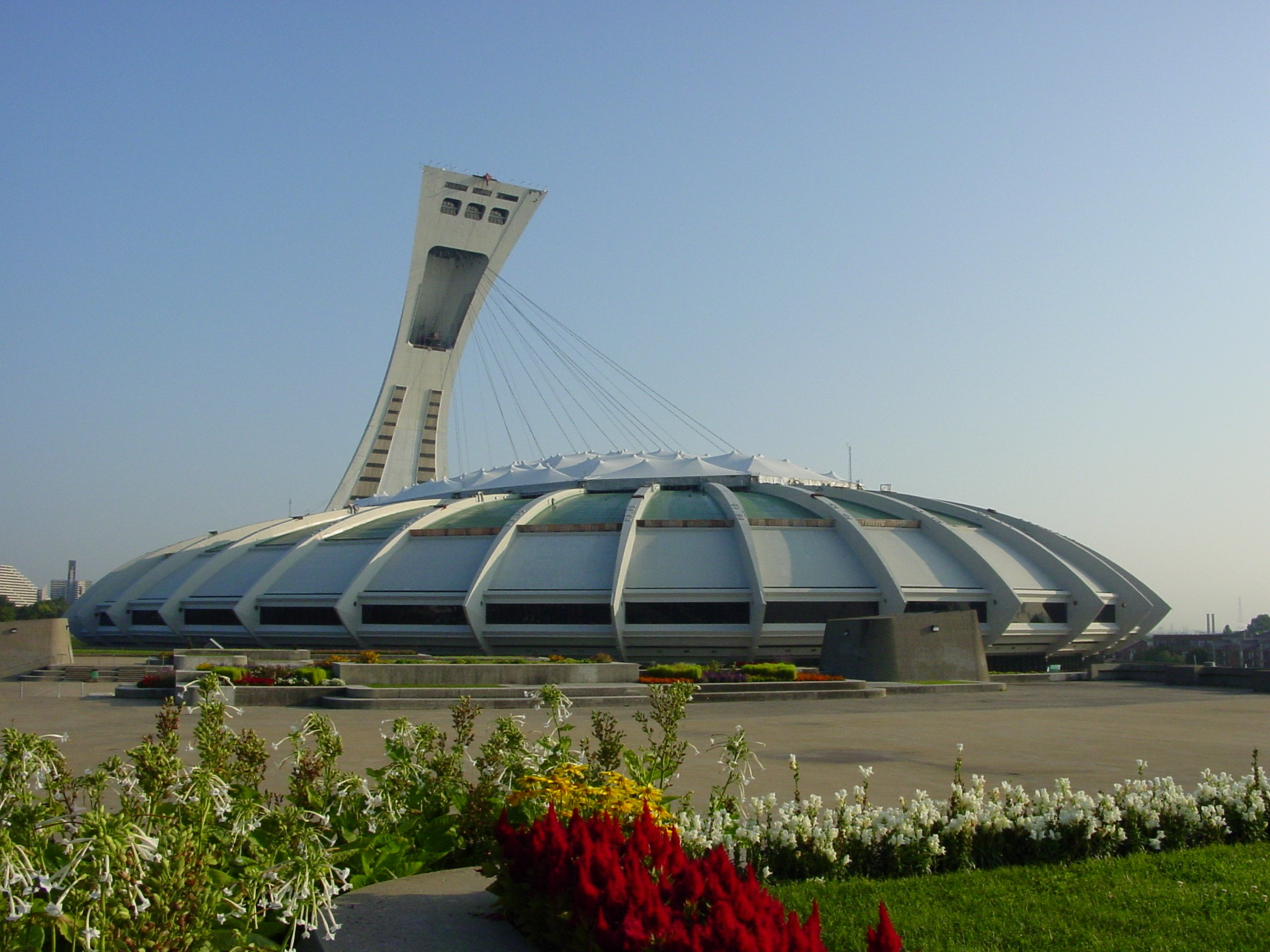
Estadi Olímpic de Mont-real.

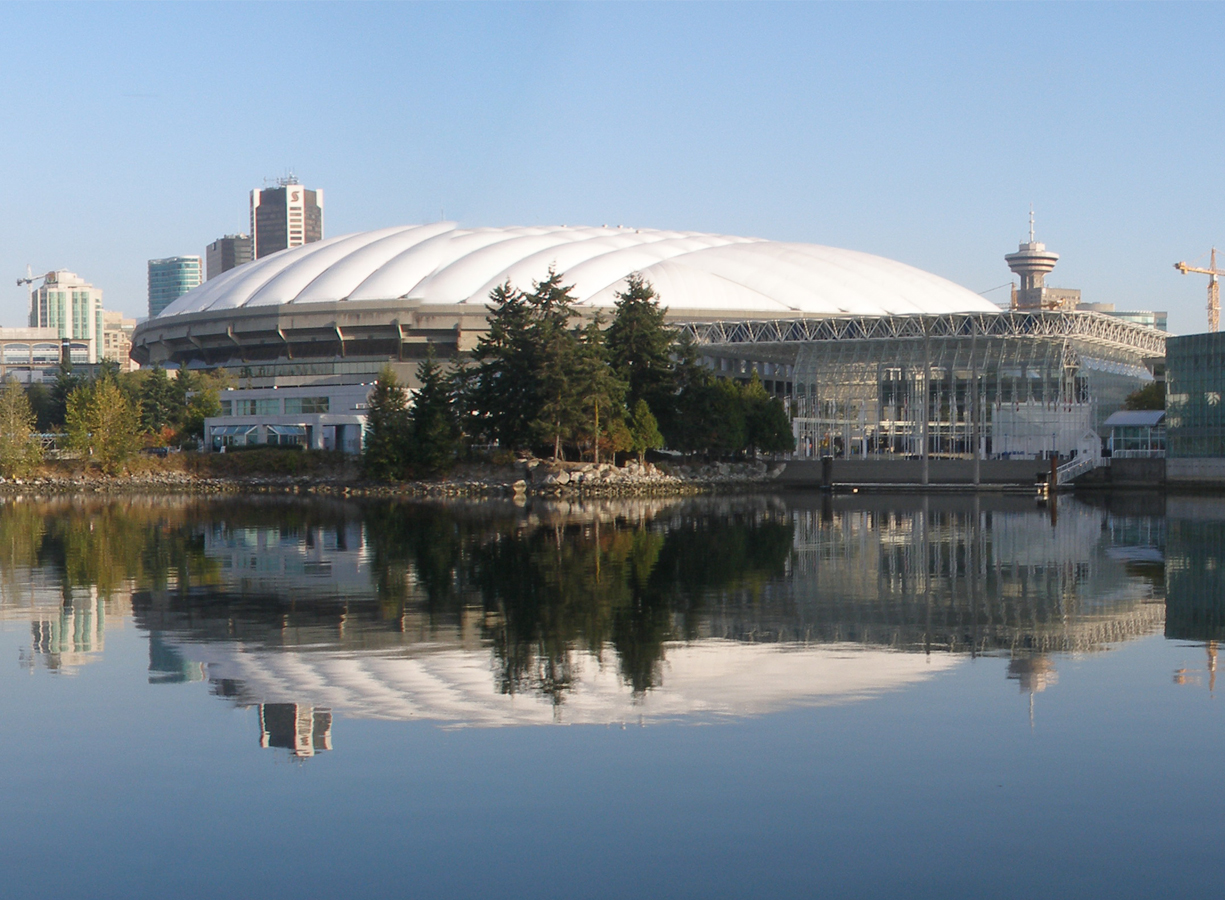
BC Place.

| #  | Estadi                | Capacitat | Ciutat    | Estat            |
| -- | --------------------- | --------- | --------- | ---------------- |
| 1  | Olympic Stadium       | 61.004    | Mont-real | Quebec           |
| 2  | Commonwealth Stadium  | 56.302    | Edmonton  | Alberta          |
| 3  | BC Place              | 54.320    | Vancouver | British Columbia |
| 4  | Rogers Centre         | 47.568    | Toronto   | Ontario          |
| 5  | McMahon Stadium       | 37.317    | Calgary   | Alberta          |
| 6  | Investors Group Field | 33.234    | Winnipeg  | Manitoba         |
| 7  | Mosaic Stadium        | 33.000    | Regina    | Saskatchewan     |
| 8  | BMO Field             | 30.000    | Toronto   | Ontario          |
| 9  | TD Place Stadium      | 24.000    | Ottawa    | Ontario          |
| 10 | Tim Hortons Field     | 24.000    | Hamilton  | Ontario          |